# Hoogmoed (film)
Hoogmoed is een televisiefilm uit 2003 onder regie van Ruud Schuurman. De film is geproduceerd en uitgezonden als onderdeel van de serie Vrijdag de 14e van de VARA. Het scenario is geschreven door Franky Ribbens.